# Dimetindeno
Dimetindeno (nome químico reduzido [do princípio ativo], e comercial "dimetindeno"; nome químico de apresentação "maleato de dimetindeno") é uma droga farmacêutica antialérgica (por efeito anti-histamínico), bem como também um anticolinérgico, com características de antagonista  seletivo do receptor H1 Como dimetindeno, minimamente, passa através da barreira hematoencefálica, ele é classificado como anti-histamínico de segunda geração.

## Uso clínico
Dimetindeno é utilizado ou por via oral ou por via tópica (na forma de cremes ou géis, usualmente veiculados em substância hidrossolúvel e evanescente, como glicoestearato de amônio) como um anti-histamínico de segunda geração e antipruriginoso
É usado topicamente para tratar irritações de pele, tais como picadas de insetos. Dimetindeno é também administrado por via oral para tratar certas alergias, como febre do feno. Ao contrário da primeira geração de anti-histamínicos, ele causa apenas mínima sonolência.